# Храм Сета
Храм Сета — окультний орден, заснований 1975 року. Як один із новітніх релігійних рухів та форма західного езотеризму, Орден сповідує релігію, відому як сетіанізм, а самі її сповідувачі називають себе сетіанцями. Іноді цю релігію ідентифікують як різновид сатанізму, але цей термін нечасто визнають сетіанці і часто заперечують дослідники руху.
Храм Сета в США 1975 року заснував Майкл Аквіно — американський політолог, військовий офіцер і високопоставлений член організації «Церква Сатани» Антона Ла-Вея. Незадоволений напрямком, у якому вів свою церкву Ла-Вей, Аквіно покинув організацію і, за його ж словами, провів ритуал викликання Сатани. Останній начебто об'явив йому священний текст під назвою «Книга явлення вночі» (англ. The Book of Coming Forth by Night). За словами Аквіно, у цьому творі Сатана повідомив своє справжнє ім'я, ототожнивши себе із Сетом — це ім'я використовувалось начебто його послідовниками в Стародавньому Єгипті. Аквіно приєднався до заснування нового храму, першими вірянами якого стали деякі інші члени «Церкви Сатани» Ла-Вея, незадоволені політикою організації, а невдовзі чимало груп сетіанців виникли по всій території США.
Сетіанці вважають, що саме Сет є єдиним справжнім богом, і що він допоміг людству, обдарувавши його допитливим інтелектом — «чорним полум'ям», яке вирізняє людей з-поміж інших видів тварин. До Сета ставляться з глибокою пошаною як до вчителя, чий приклад варто наслідувати, однак йому не поклоняються як божеству. Надзвичайно індивідуалістський у своїй основі, Храм всіляко підтримує й поширює ідею, що його послідовники повинні прагнути до власного обожествлення, через яке можна досягти безсмертя свідомості. Сетіанці вірять в існування магії як сили, якою можна керувати за посередництвом ритуалів, хоча природу цих ритуалів Храм не описує. Зокрема, сам Аквіно описував сетіанські обряди як «чорну магію».
Після посвячення і вступу в Храм, сетіанець може рухатися по ієрархії із шести ступенів, кожен з яких вимагає щораз більше відповідальності перед групою; як наслідок, більшість членів ордену належать лише до перших двох ступенів. Храмом керує Верховний жрець або Верховна жриця, а також Рада Дев'яти із дещо ширшими повноваженнями. Храм організаційно ділиться на групи, які називають «пілонами», і в межах яких сетіанці можуть проводити особисті зустрічі чи спілкуватися дистанційно з метою просування своєї магічної роботи в певній тематичній області. Пілони Храму Сета є в Сполучених Штатах, Австралії та Європі, а кількість своїх членів організація тримає в секреті, але за оцінками дослідників, вона становить від 300 до 500 осіб.

## Визначення
Храм Сета — це новітній релігійний рух, витоки якого можна простежити до ранніх форм західного езотеризму. Серед академіків у сфері релігієзнавства відбувалися певні суперечки стосовного того, чи можна охарактеризувати Храм Сета як різновид сатанізму. Релігієзнавці Асбйорн Дирендал, Джеймс Р. Льюїс та Джеспер А. Пітерсен схилялися до думки, що Храм Сета слід вважати сатаністською групою (незважаючи на небажання самої цієї групи вживати стосовно себе термін «сатанізм») через генеалогічні зв'язки з іншими групами сатаністів, а також через послідовне використання «багатьох елементів сатаністської міфології». Так само й соціолог у сфері релігії Массімо Інтровіньє охарактеризував групу як сатаністську через її історичне походження, оскільки вона відкололася від Церкви Сатани (тут він не брав до уваги її вірування чи обряди). Натомість науковець Кеннет Ґренголм заперечив таким точкам зору, звернувши увагу на те, що вірування групи не зосереджені на особі Сатани, тому й сатаністами їх вважати не слід. Тим не менш, Ґренголм визнав, що група є «актором у середовищі сатаністів» та частиною ширшої групи так званого Шляху лівої руки в езотеричній традиції. Він також висловив припущення, що цю релігійну групу можна розглядати як форму «пост-сатанізму», що дозволило б віддзеркалити в такій характеристиці історичний, генеалогічний зв'язок із релігійним сатанізмом.
За словами Інтровіньє, Храм Сета є «маленькою, але значущою» частиною субкультури сатанізму.
Храм Сета значно більш заглиблений в езотеричні ідеї, аніж Церква Сатани. З цієї причини їхні вірування характеризують як «езотеричний сатанізм», щоб відрізнити їх від «раціоналістичного сатанізму», який можна простежити в ідеології сатанізму Ла-Вея. Таким же чином Храм Сета називають «інтелектуальним крилом езотеричного сатанізму», оскільки Храм характеризує себе як інтелектуальну релігію. Аквіно мав ступінь доктора філософії з політології, і ця формальна освіта знайшла своє віддзеркалення в тому способі, в який він презентував свої аргументи, і в якому часто простежуються запозичення із західної філософії та науки.

## Історія

### Заснування

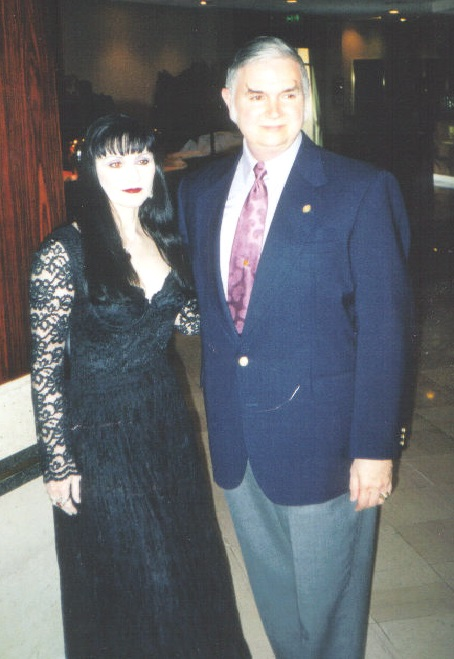
Аквіно зі своєю дружиною Ліліт, 1999

Майкл Аквіно (1946 р. н.) був офіцером військової розвідки і спеціалізувався на методах ведення психологічної війни. 1969 року він долучився до Церкви Сатани Антона Ла-Вея і став швидко підніматися в ієрархії цієї релігійної групи. У 1970, перебуваючи на службі в армії США, під час Війни у В'єтнамі, Аквіно відрядили до провінції Бен-Кат у Південному В'єтнамі, де він написав свій трактат під назвою «Діаболікон», в якому рефлексував на все більшу й більшу розбіжність власних поглядів та доктрини Церкви Сатани. У трактаті наявні повчання про сотворіння світу, про Бога та людство, а також викладені міркування стосовно дуалістичної ідеї про те, що Сатана «доповнює» Бога. Персонаж Люцифера подається як такий, що вносить розуміння того, чим є людське суспільство — перспектива, запозичена з образу Люцифера в епосі XVII сторіччя «Втрачений рай» Джона Мілтона.
До 1971 року Аквіно досяг звання «Magister Caverns of the IV°» в межах ієрархії групи, був редактором публікації «Роздвоєне копито» (англ. Cloven Hoof), а також засідав у правлінні організації — Раді Дев'яти. 1973 року його підвищили до звання «Magister Templi of IV°», яке раніше було для нього недоступним. За словами дослідників Сатанізму за Факснелдом та Джеспером Пітерсеном, Аквіно став правою рукою Ла-Вея. Тим не менш, у нього розвинулись певні сумніви стосовно Церкви Сатани, оскільки, на його думку, організація притягувала чимало «прихильників-із-примхи, егоманьяків та неоднорідних диваків, які ставали сатаністами в першу чергу для того, аби мати змогу хизуватися своїми членськими посвідченнями на коктейль-вечірках і таким чином здобувати популярність.» Коли 1975 року Ла-Вей скасував систему регіональних груп, або «гротів», та оголосив, що в майбутньому всі ієрархічні ступені надаватимуться членам організації взамін на фінансову та іншу підтримку Церкви, Аквіно не мав жодної можливості вплинути на це рішення; тому 10 червня 1975 року він покинув організацію. У той час як Ла-Вей начебто дотримувався прагматичного й практичного погляду на ступені й саме сатаністське духовенство, а суть цих ступенів розумів як віддзеркалення соціальної ролі власника ступеню в межах організації, Аквіно та його прихильники розглядали різні ступені духовенства як одухотворені, священні й невідкличні. Дирендал, Льюїс та Пітерсен описують Аквіно як людину, що, по суті, звинуватила Ла-Вея в блюзнірстві у формі симонії.
Аквіно забезпечив свою сетіанську релігію тим, що пізніше описували як «основоположний міф». Покинувши Церкву Сатани, він взявся за проведення релігійного ритуалу, метою якого було звернутися до Сатани й попросити вказівок щодо того, що робити далі. За словами Аквіно, серед літа 1975 року Сатана явився йому й повідомив, що хоче, щоб його знали під його справжнім іменем — Сет, — ім'я, яким користувалися його шанувальники в стародавньому Єгипті. Аквіно написав релігійний твір під назвою «Книга явлення вночі», справжнім автором якого нібито є сам Сет, що записав його за посередництвом Аквіно шляхом автоматичного письма. За свідченням Аквіно, «у праці над „Книгою явлення вночі“ не було нічого сенсаційного, надприродного чи мелодраматичного. Я просто сів і записав її.» Книга проголошувала Аквіно Магусом (англ. Magus — найвищий ступінь) нової Ери Сета і спадкоємцем «інфернального мандата» Ла-Вея. Аквіно пізніше зауважив, що надане йому знання про те, що Сатана і Сет — це одна й та ж особа, викликало необхідність вивчення єгиптології — теми, в якій він раніше орієнтувався порівняно слабо. Таким чином, прямі слова Сета трактувалися як джерело легітимації нової релігії. Більш того, демонструючи зв'язки між собою і стародавнім Єгиптом, ця молода релігія взяла на озброєння стратегію легітимізації, яка робила спробу продемонструвати, що вона, зважаючи на витоки, є старшою як за християнство, так і за юдаїзм.

## Організація
Храм дотримується селективної політики членства. Менше половини з усіх претендентів приймаються випробувальним терміном на два роки. Членство Храму має досить високий коефіцієнт плинності кадрів. Більшість членів у підсумку покидає Храм Сета з цілого ряду причин. Лише мала частина сетіанів залишається на понад 10 років. Учасники сплачують членські внески. Храм приймає членів з усіх континентів, окрім Антарктиди, хоча це в значній мірі американська організація.
Після посвяти в храмі, сетіани можуть продовжити своє зростання за шістьма ступенями, кожен з яких вимагає більшої відповідальності; як наслідок, більшість учасників залишаються на перших двох ступенях. Регулюється верховним жерцем або жрицею і більш широкою Радою дев'яти. Храм також поділяється на групи, відомі як пілони, через які сетіани можуть зустрітися або листуватися з метою просування їх магічної роботи в певній галузі. Пілони храму зараз знаходиться в США, Австралії та Європі, за різним оцінками в Храмі Сета перебуває від 200 до 500 постійних членів.
Ієрархія має шість ступенів:
- Сетіанець (англ. Setian, Перший ступінь)
- Адепт (англ. Adept, Другий ступінь)
- Жрець / Жриця (англ. Priest / Priestess, Третій ступінь)
- Магістр / Магістра Храму (англ. Magister / Magistra Templi, Четвертий ступінь)
- Маг / Мага (англ. Magus / Maga, П'ятий ступінь)
- Іпіссимус / Іпіссима (англ. Ipsissimus / Ipsissima, Шостий ступінь)

## Філософія
Філософію Храму Сета можна охарактеризувати як філософію «розумного егоїзму»: самовдосконалення самоосвітою, експерименти та ініціації. Цей процес, індивідуальний для кожного сетіана, посилається всередині Храму до єгипетського ієрогліфічного терміну Хепера (англ. Kheper) або Ксепер (англ. Xeper), як вважає це писати Храм Сета. Ксепер символізує жука-скарабея, що означає переродження особистості і безсмертя в Храмі Сета.
Сетіани вважають, що є один істинний Бог і, що він допоміг людству, давши інтелект, так зване «Чорне полум'я», що відрізняє людей від інших видів істот. Сет в пошані як вчитель, приклад для наслідування, але йому не слід поклонялися як божеству. Дуже індивідуалістичний в основі, храм пропагує ідею про те, що практикуючі повинні шукати самообожествення і таким чином досягти безсмертя свідомості. Сетіани вірять в існування магії, як силу, якою можна маніпулювати за допомогою ритуалу, однак природа цих ритуалів не розглядається храмом. Зокрема, Акіно описав практики сетіанів як «чорну магію», але вживає цей термін розмито.